# 大塚愛
大塚 愛（おおつか あい、1982年〈昭和57年〉9月9日 - ）は、日本のシンガーソングライター、女優。2012年から2013年にかけて、バンド・Rabbitのボーカルを務めていた。作詞・作曲は2010年までは「愛」名義、2012年以降は「AIO」「aio」名義で行う。

## 人物
大阪府大阪市出身。趣味はカメラ。特技はピアノ、水泳、似顔絵。幼少期から絵を描くことに強く興味があり、小学6年生の時には「実現させたい夢」という題の作文で「友達と二人で漫画家になること」と書いた。なお、マンガ家の前の夢は水泳の先生になることであった。初期の特技は剣道ともしていた。大阪芸術大学短期大学部時代に幼稚園教諭・保育士・社会福祉主事の資格を習得。
笠置シヅ子を尊敬し、ファンクに乗れるパンチっぷりを好む。
デビュー前は自分で打ち込みと歌の録音をしていたが、デビューしてからはともに楽曲制作してきたIkomanのもとで作業するようになった。しかしIkomanが別の会社を立ち上げるなどして多忙になると、彼のスケジュールが取れない場合は大塚自身が楽曲を作ってもそれを保存できないなどの不都合が生じるようになった。そこで、もう一度自分自身で打ち込みや録音が出来る環境を作ることを決意、2013年からはIkomanの元から離れて新たにhiroo（山口寛雄）と楽曲を制作するようになった。
好きな食べ物はヒラメ、餃子、塩タン、皿うどん。嫌いな食べ物はサクランボ、トマト、生クリーム、つぶあん、野菜。2ndシングル『さくらんぼ』が大ヒットしたが、本人は果実のサクランボが嫌いなため食べられない。
好きなスポーツは水泳。好きな映画のジャンルはホラー映画。好きな色はピンク・赤・白。好きなアーティストはMr.Children。好きな動物はネコ、イルカ、ペンギン。嫌いなものは虫。
一人っ子である。
ウサギを2羽飼っていた。名前は「チョコ」と「ココア」。このうちチョコは2013年1月5日 「9歳で生涯を終えてしまいました」と自身のブログで公開した。
視力が極度に弱いため、コンタクトレンズを着用している。
自身のCDの初回盤（「桃ノ花ビラ」を除く）付属として書き下ろしで絵本を書いたり、同レコード会社所属のラムジのCDジャケットのイラストを手掛けるなど、絵本作家やイラストレーターとしても活動。自作のキャラクターであるウサギの「LOVE」は大塚のマスコット的存在である。本人は楽曲について「どんな曲も大塚愛から生まれてる」「ウソは書いてないし書けないというのはすべてにおいて共通してる」という趣旨のことを述べている。
LIVE作品に入っているオーディオコメンタリーには本人とスタッフが登場する。主に、A&Rのジョージ（油井誠志）との掛け合いで構成されている。またジョージをモチーフにしたキャラクター あごらいくん が様々な企画で登場している。

## 略歴

### メジャーデビュー以前
中学時代の1997年4月、「第1回 ORC200ヴォーカルクイーンコンテスト」ティーンズ部門でグランプリを獲得。高校時代はサンミュージックブレーンに所属し、後に学生時代の友人とインディーズで「HimawaRi」というグループとして活動していた。「さくらんぼ」はその時代にすでに完成しており、かつてはデュオによる歌唱がインターネット上で無償で公開されていたこともあった。幼いころ子供向けミュージカルに挑戦した際、指導者からピアノの先生を紹介してもらい、4歳からピアノレッスンを初めた。これは大阪を離れる18歳まで行っており、作詞作曲を始めたのも15歳の時にその一環として促されたためである。「さくらんぼ」だけではなく、メジャーリリースされた楽曲の多くをデビュー前に作っていて、その数は60曲以上にも及ぶ。
2002年、エイベックスに送った自作のデモMD（「さくらんぼ」「桃ノ花ビラ」「大好きだよ。」が収録）が審査員の目にとまったことがデビューのきっかけとなり、翌2003年9月10日にシングル『桃ノ花ビラ』でデビュー。

### 2003年 - 2005年：歌手デビュー
2003年
- 09月10日 - 『桃ノ花ビラ』でメジャーデビュー。
- 09月12日 - ニッポン放送『大塚 愛のオールナイトニッポンR』（特番）を1時間30分生放送オンエア[注 2]。
- 10月08日 - 週刊『TVガイド』にて、「大塚 愛のLOVEが歩く道」が連載開始。本人初の連載である。
- 12月17日 - 2ndシングル『さくらんぼ』リリース。オリコン初登場20位から、ロングヒットを記録して翌年3月22日には最高5位を記録する。
- 12月19日 - ニッポン放送『大塚 愛のオールナイトニッポンR』（特番）をオンエア。
- 12月23日 - ファッション雑誌『JUNIE』（扶桑社）にて、「大塚 愛の1・2・3・ハイっ!」連載開始。

2004年
- 03月01日 - フジテレビ『めざましテレビ』内の広人苑のコーナーにて特集される。
- 03月03日 - 3rdシングル『甘えんぼ』リリース。
- 03月06日 - NHK総合『ポップジャム』にて地上波の音楽番組に初出演。「甘えんぼ」を歌唱した。
- 03月12日 - テレビ朝日『MUSIC STATION』に初出演。
- 03月15日 - フジテレビ『HEY!HEY!HEY! MUSIC CHAMP』に初出演。
- 03月25日 - 六本木velfarreにて行われた「PIA SUPER LIVE GROOVE #11」に出演。
- 03月29日 - 文化放送「レコメン!」内の1コーナー「大塚愛のai-r Jack」が放送スタート。
- 03月31日 - 1stアルバム『LOVE PUNCH』をリリース。オリコン初登場3位を記録する。
- 04月02日 - ニッポン放送『大塚 愛のオールナイトニッポンR』（特番）をオンエア。
- 05月05日 - Jリーグ「ヴィッセル神戸 vs FC東京」のオープニングにゲスト出演して、「さくらんぼ」を歌唱。
- 05月14日 - 「oricon Sound Blowin'」にスペシャルゲストとして出演。
- 05月28日 - 音楽雑誌『B-PASS』にて、「大塚 愛のLOVE WORLD〜eye love pictures.〜」を連載開始。
- 05月30日 - 『AI LOVE YOU LIVE〜supported by PIA』がスタート（全国3会場3公演）。
- 07月07日 - 4thシングル『Happy Days』リリース。
- 07月20日 - 「さくらんぼ」の着うたが史上初の100万件ダウンロードの記録達成。
- 07月23日 - 祥伝社『Zipper』にて、「大塚 愛のLOVE COLUMN」連載開始。
- 07月31日 - 「a-nation 2003」に初出演。
- 08月18日 - 5thシングル『金魚花火』リリース。
- 10月09日 - 「学園祭ツアー2004」スタート。（全国4会場5公演）
- 10月20日 - 6thシングル『大好きだよ。』リリース。
- 11月17日 - 2ndアルバム『LOVE JAM』リリース。自身初となるオリコン初登場1位を記録。
- 11月27日 - 読売テレビ『ベストヒット歌謡祭2004』に初出演し、最優秀新人賞を受賞する。
- 12月01日 - フジテレビ『FNS歌謡祭』に初出演。
- 12月18日 - TBS『発表!!第37回 日本有線大賞』に初出演し、最優秀新人賞を受賞する。
- 12月31日 - TBS『第46回 輝く!日本レコード大賞』に初出演、最優秀新人賞を受賞する。NHK『第55回NHK紅白歌合戦』に初出場、「さくらんぼ」を歌唱する。TBS系『COUNT DOWN TV SP 年越しプレミアライブ2004-2005』に初出演。

2005年
- 02月09日 - 7thシングル『黒毛和牛上塩タン焼680円』リリース。
- 03月01日 - 初となるフォトブック『キミイロオモイ』発売。写真撮影は蜷川実花が担当した。
- 03月16日 - 漫画『NANA』のコンピレーション・アルバム『LOVE for NANA〜Only 1 Tribute〜』リリース。大塚愛はTRAPNESTのイメージとして「Cherish」で参加。
- 04月01日 - オフィシャルモバイルサイト『LOVE9CUBE』発足。
- 04月23日 - 初のホールツアー『JAM PUNCH Tour 2005 〜コンドルのパンツがくいコンドル〜』スタート（全国12会場16公演）。
- 05月11日 - 8thシングル『SMILY/ビー玉』リリース。初となる両A面シングルでのリリースで、シングルでは初のオリコンチャート1位を獲得。
- 06月06日 - 関西テレビ・フジテレビ『SMAP×SMAP』内の「BISTRO SMAP」コーナーに初出演。
- 06月08日 - 初主演作品DVDドラマ『東京フレンズ』リリース。
- 06月26日 - MUSIC ON! TVにて『大塚 愛の世界』という特番が上・下と2週に分けて放送された。
- 07月13日 - 9thシングル『ネコに風船』リリース。
- 07月27日 - 初のLIVE DVD『JAM PUNCH Tour 2005 〜コンドルのパンツがくいコンドル〜』リリース。
- 09月03日 - 国営越後丘陵公演・野外特設ステージにて行われた「音楽と髭達 FESTIVAL 2005」に出演。
- 09月21日 - 10thシングル『プラネタリウム』リリース。シングルで自身2度目となるオリコン初登場1位を獲得。
- 11月21日 - 読売テレビ『ベストヒット歌謡祭2005』に出演。
- 11月30日 - 日本テレビ『1億3000万人が選ぶ!ベストアーティスト2005』に初出演。
- 12月07日 - フジテレビ『FNS歌謡祭』に出演。12月8日 - 『第8回インターネット音楽祭 歌手ナビ』にてグランプリ受賞。
- 12月14日 - 3rdアルバム『LOVE COOK』リリース。出荷枚数では100万枚を突破。
- 12月17日 - TBS系『発表!!第38回 日本有線大賞』に出演し、有線音楽優秀賞を受賞。
- 12月23日 - 宝島社『spring』にて、「大塚 愛の恋してなんぼ」の連載がスタート。関西テレビ『さんまのまんま』に初出演。
- 12月31日 - TBS『第47回 輝く!日本レコード大賞』に出演し、金賞を受賞。NHK『第56回NHK紅白歌合戦』に出場し、「プラネタリウム」を歌唱。TBS『COUNT DOWN TV SP 年越しプレミアライブ2005-2006』に出演。

### 2006年 - 2009年：フレンジャー〜LOVE is BEST
2006年
- 03月09日 - 『第20回 日本ゴールドディスク大賞』にて、“ロック&ポップ・アルバム・オブ・ザ・イヤー”を受賞。
- 04月01日 - 全国ツアー「LOVE COOK Tour 2006 〜マスカラ毎日つけてマスカラ〜」がスタート。
- 04月12日 - 11thシングル『フレンジャー』リリース。
- 07月02日 - 国立代々木第一体育館にて行われた「Excite Music Festival '06」に出演。
- 07月26日 - 2nd LIVE DVD『LOVE COOK Tour 2006〜マスカラ毎日つけてマスカラ〜』リリース。同日発売である鈴木亜美の『Like a Love?』の表題曲である「Like a Love?」の作曲を提供する。なお、他のアーティストに楽曲提供するのはこの時が初めてである。
- 08月02日 - 12thシングル『ユメクイ』リリース。
- 08月12日 - 初主演となる映画『東京フレンズ The Movie』全国ロードショー。
- 09月02日 - 国営越後丘陵公園・野外特設ステージにて行われた「MUSIC FESTIVAL 2006 ユメウタ」に出演。
- 09月09日 - デビュー3周年&誕生日を記念して初となるバースデーライヴ「【LOVE IS BORN】〜3rd Anniversary 2006〜」を日比谷野外大音楽堂にて開催。モバイルサイト「LOVE9CUBE」では、3周年を記念して制作された楽曲「BABASHIのテーマ」を着うた配信開始。
- 10月25日 - 13thシングル『恋愛写真』をリリース。
- 11月20日 - 読売テレビ『ベストヒット歌謡祭2006』に出演。
- 11月29日 - 日本テレビ『1億3000万人が選ぶ!ベストアーティスト2006』に出演。
- 12月07日 - フジテレビ『FNS歌謡祭』に出演。
- 12月16日 - TBS『発表!!第39回 日本有線大賞』に出演し、有線音楽優秀賞を受賞。
- 12月22日 - テレビ朝日『MUSIC STATION SUPER LIVE 2006』に出演。
- 12月28日 - フジテレビ『魁!音楽番付・先駆け年越し生ライブSP』に出演。
- 12月30日 - TBS系『第57回 輝く!日本レコード大賞』に出演し、金賞を受賞。
- 12月31日 - NHK『第57回NHK紅白歌合戦』に出場し、「恋愛写真」を歌唱。TBS『COUNT DOWN TV SP 年越しプレミアライブ2006-2007』に出演。

2007年
- 01月01日 - 3rd LIVE DVD『【LOVE IS BORN】〜3rd Anniversary 2006〜』リリース。
- 02月21日 - 14thシングル『CHU-LIP』リリース。
- 03月18日 - 初となるベストアルバム『愛 am BEST』リリース。オリコン初登場1位を獲得。リリース時に出演した音楽番組では久々に「さくらんぼ」が披露された。
- 04月02日 - フジテレビで生放送された『HEY!HEY!HEY!春のお台場生放送スペシャル!!』にも出演。
- 04月22日 - 日本武道館にて行われた「コスモ アースコンシャスアクト・アースデー・コンサート」に出演。
- 05月18日 - 全国ツアー「愛 am BEST Tour 2007 〜ベストなコメントにめっちゃ愛を込めんと!!!〜」がスタート（全国18会場26公演）。
- 05月26日 - MTV主催『MTV Video Music Awards Japan 07』に出演し、ノミネートされた「恋愛写真」が、最優秀ポップビデオ賞【Best Pop Video】と最優秀映画ビデオ賞【Best Video from a Film】の2冠を受賞する。
- 06月30日 - さいたまスーパーアリーナにて行われた「Excite Music Festival '07」に出演。
- 07月07日 - 世界7大都市で同時開催されたライヴ・アース （「LIVE EARTH -The Concerts For A Climate In Crisis-」）の東京公演に出演。
- 07月25日 - 15thシングル『PEACH / HEART』リリース。自身2度目の両A面シングルで、3度目のオリコンシングルチャート1位を獲得。
- 07月28日 - 「a-nation 2007」がスタート。
- 08月12日 - 大塚製薬徳島ワジキ工場野外ステージにて行われた「Exciting Summer in WAJIKI '07」に出演。
- 09月01日 - 広島港出島野外特設会場にて行われた「SOUND MARINA 2007 〜Feel the Voice Special〜」に出演。
- 09月09日 - デビュー4周年&バースデー記念ライヴ「【LOVE IS BORN】〜4th Anniversary 2007〜」が日比谷野外大音楽堂にて開催。
- 09月26日 - 4thアルバム『LOVE PiECE』リリース。なお、オリジナルアルバムとしては約2年ぶりの発売となった。また同日に、4th LIVE DVD『愛 am BEST Tour 2007 〜ベストなコメントにめっちゃ愛を込めんと!!!〜』と『B-PASS』にて連載されていた「大塚 愛のLOVE WORLD 〜eye love pictures.〜」にタイ・バンコクにて本人が撮影した写真も収録した作品集『LOVE WORLD』が発売。
- 11月07日 - 16thシングル『ポケット』リリース。
- 11月16日 - NHK『プレミアム10 恋うた2007』に出演。
- 11月21日 - 読売テレビ『ベストヒット歌謡祭2007』に出演。
- 12月05日 - フジテレビ『FNS歌謡祭2007』に出演。
- 12月11日 - 日本テレビ『1億3000万人が選ぶ!ベストアーティスト2007』に出演。
- 12月12日 - TBS『発表!!第40回 日本有線大賞』に出演し、有線音楽優秀賞を受賞。
- 12月14日 - MTV『MTV Cool Christmas 2007』に出演。
- 12月21日 - テレビ朝日『MUSIC STATION SUPER LIVE 2007』に出演。
- 12月30日 - TBS『第49回 輝く!日本レコード大賞』に出演し、金賞を受賞。
- 12月31日 - NHK『第58回NHK紅白歌合戦』に出場し、「CHU-LIP」を歌唱。TBS系『COUNT DOWN TV SP 年越しプレミアライブ 2007-2008』に出演。

2008年
- 01月01日 - 5th LIVE DVD『【LOVE IS BORN】〜4th Anniversary 2007〜』リリース。
- 01月31日 - 2004年3月〜2007年9月まで放送されたラジオ番組「大塚 愛のai-r Jack」を記念して、単行本『大塚 愛のai-r jack』が発売。
- 02月02日 - 全国ツアー「LOVE PiECE Tour 2008 〜メガネかけなきゃユメがネェ！〜」がスタート（全国24会場31公演）。
- 02月23日 - 経済産業省による「若年層を対象とした地球温暖化問題に関する広報・調査事業（平成19年度地球温暖化問題対策調査）」のオピニオン・リーダーに任命される。
- 03月29日 - ユニバーサル・スタジオ・ジャパンにて行われた「卒フェス 2008 in UNIVERSAL STUDIO JAPAN 〜サクラサクトキトビラアク〜」に出演。
- 04月05日 - JFN系『LIFE - LOVE CiRCLE』が放送開始。
- 05月21日 - 17thシングル『ロケットスニーカー / One×Time』リリース。
- 07月20日 - つま恋にて行われた「ap bank fes '08」に出演。
- 07月26日 - 「a-nation 2008」がスタート。
- 07月30日 - 6th LIVE DVD『LOVE PiECE Tour 2008 〜メガネかけなきゃユメがネェ！〜』リリース。
- 08月13日 - 逗子マリーナにて行われた「ZUSHI MARINA LIVE FESTIVAL '08 RIVIERA DAY」に出演。
- 08月16日 - 国立代々木第一体育館にて行われた「サンスターオーラツー presents 20th J-WAVE LIVE 2000+8」に出演。
- 09月09日 - デビュー5周年&バースデーライヴ「【LOVE IS BORN】〜5th Anniversary 2008〜」が開催。この年から地元である大阪・野外音楽堂でも行われるようになった。
- 09月10日 - 18thシングル『クラゲ、流れ星』リリース。デビュー5周年を記念して発売された今作は、デビュー5周年記念盤も同日リリースされた。
- 09月16日 - 東京ドームにて行われたAvril Lavigne「Avril Lavigne 〜The Best Damn Tour〜」にPUFFYとともにゲスト出演。
- 09月20日 - さいたまスーパーアリーナにて行われた「Excite Music Festival '08」に出演。
- 10月05日 - 初の海外公演「【LOVE IS BORN】〜5th Anniversary 2008〜」を台湾大学総合体育館にて開催。
- 12月03日 - 東京厚生年金会館にて行われた「着うた®の日LIVE '08」に出演。
- 12月16日 - 日本テレビ『1億3000万人が選ぶ!ベストアーティスト2008』に出演。
- 12月17日 - 5thアルバム『LOVE LETTER』リリース。同日発売で、『別冊カドカワ 総力特集 大塚 愛』が発売。
- 12月26日 - テレビ朝日『MUSIC STATION SUPER LIVE 2008』に出演。
- 12月31日 - NHK『第59回NHK紅白歌合戦』に出場し、「愛」を歌唱。TBS系『COUNT DOWN TV SP 年越しプレミアライブ2008-2009』に出演。

2009年
- 01月24日 - 横浜アリーナにて行われた「オンタマカーニバル09」に出演。
- 02月25日 - 19thシングル『バイバイ』をリリース。初のリカットシングルとなった（厳密には7thシングル『黒毛和牛〜』もリカットだが、アルバム収録音源とは異なるヴァージョンであるため）。
- 03月04日 - 『JUDY AND MARY 15th Anniversary Tribute Album』に参加、「LOVER SOUL」をカヴァーする。
- 05月06日 - 7th LIVE DVD『LOVE LETTER Tour 2009 〜チャンネル消して愛ちゃん寝る!〜』リリース。
- 05月23・24日 - 大阪城公園にて公演予定だった「LOVE LETTER Tour」が新型インフルエンザの影響により公演中止。同年9月19・20日に振替公演された。
- 07月18日 - 静岡県のつま恋リゾートにて行われた「ap bank fes '09」に出演。
- 08月12日 - リビエラ逗子マリーナにて行われた「ZUSHI FES '09 Riviera OCEAN BUZZ supported by MTV」に出演。
- 08月15日 - 国立代々木第一体育館にて行われた「サンスターオーラツー presents 20th J-WAVE LIVE 2000+9」に出演。
- 09月09日 - デビュー6周年&バースデーライヴ「【LOVE IS BORN】〜6th Anniversary 2009〜」が開催。
- 09月23日 - 8th LIVE DVD『LOVE LETTER Tour 2009 〜ライト照らして、愛と夢と感動と…笑いと!〜』リリース。
- 09月27日 - 台湾・国立台湾大学総合体育館にて2度目の海外公演「【LOVE IS BORN】〜6th Anniversary 2009〜」を開催。mu-mo内のmu-moてれびでは、この模様が生中継された。
- 11月04日 - 第77回 NHK全国学校音楽コンクール」中学生の部の課題曲を手がけることを発表。
- 11月11日 - 初となるコンセプトアルバム『LOVE is BEST』リリース。
- 12月25日 - テレビ朝日『MUSIC STATION UPER LIVE 2009』に出演。
- 12月31日 - NHK『第60回NHK紅白歌合戦』に出場し、「Is」を歌唱。

### 2010年 - ：ゾッ婚ディション / LUCKY☆STAR〜　結婚 出産へ
2010年
- 03月31日 - 本人名義で初となる絵本『ネコが見つけた赤い風船』発売。
- 04月06日 - 6日未明に体調不良を訴え、病院にて「急性腹症」と診断され、暫く入院する。
- 04月07日 - 20thシングル『ゾッ婚ディション / LUCKY☆STAR』リリース。
- 06月06日 - 横浜アリーナにて行われた「KDDI presents Music Lovers LIVE 2010」に出演。
- 06月23日 - 9th LIVE DVD『LOVE is BEST Tour 2009 FINAL』リリース。
- 06月26日 - 前日にRIP SLYMEのメンバー、SUと結婚したことを公表[13]。
- 08月07日 - 「a-nation '10」がスタート。
- 08月10日 - タワーレコード渋谷店にて行われた「青木琴美『カノジョは嘘を愛しすぎてる』夏フェス」のトークショーに出演。
- 08月13日 - 神奈川県のリビエラ逗子マリーナ特設会場にて行われた「MTV ZUSHI FES 10 supported by RIVIERA」に出演。
- 08月15日 - 国立代々木第一体育館にて行われた「SUNSTAR Ora2 presents J-WAVE LIVE 2000+10」に出演。
- 08月25日 - キマグレン主催のライヴハウス音霊 OTODAMA SEA STUDIOにて行われた「音霊 OTODAMA SEA STUDIO 2010」に出演。
- 09月08日 - 21stシングル『I ♥ ×××』リリース。
- 09月11日 - 「【LOVE IS BORN】〜7th Anniversary 2010〜」で妊娠3か月であることを発表[14]。

2011年
- 03月 - 第1子となる女児を出産[15]。
- 03月09日 - これまでに出してきたシングルをまとめたアルバム『SINGLE COLLECTION』をレンタル限定で発売。
- 10月09日 - モバイルサイト「LOVE9CUBE」上で新曲「ヒカリ」を配信開始。

2012年
- 03月30日 - 本人名義2冊目の絵本『ネコがスキになったキライなネコ』発売。
- 04月27日 - 『ネコがスキになったキライなネコ』購入者限定で新曲「ごめんね。」を配信開始。
- 09月08日〜 - 2年ぶりとなるライブ「【LOVE IS BORN】〜9th Anniversary 2012〜」を開催[16]。
- 10月10日 - バンド「Rabbit」にボーカリストとして参加を表明[17]。

2013年
- 01月25日 - テレビ朝日系「ミュージックステーション」にRabbitのメンバーとして出演。出産後初となる2年4ヶ月ぶりのテレビ出演。
- 05月24日〜5月31日 - 「Song Letters -Handing over the Hope-」にゲスト出演。
- 06月29日 - TBS系「音楽の日」に出演。大塚愛名義としては2年9ヶ月ぶりのテレビ出演。
- 09月15日〜10月12日 - 10周年記念ライブツアー「大塚 愛 LOVE IS BORN 2013 10th. Anniversary」を開催[18]。
- 10月09日 - 約3年ぶりのニューシングルとなる22ndシングル『Re:NAME』をリリース[19]。
- 10月10日 - デビュー10周年を記念して大塚愛オフィシャルファンクラブ「LOVE9CUBE」PREMIUM限定ライブを開催[要出典]。
- 12月07日 - 「トヨタ WISH presents 白黒歌合戦」に出演。その出演にあたりセルフカバーした「さくらんぼ-カクテル-」（2013年12月4日 iTunes限定配信）を初披露。
- 12月25日 - 「大塚愛」初の弾き語りライブ「AIO PIANO vol.1」を開催[要出典]。

2014年
- 03月26日 - 「さくらんぼ-カクテル-」等を収録したセルフカバーミニアルバム『AIO PUNCH』をリリース[20]。
- 05月21日 - 23rdシングル『モアモア』をリリース[21]。
- 06月10日 - NTT西日本「スマート光ハートビート プロジェクト」プロジェクトアンバサダーに就任[22]。
- 07月16日 - 約5年半ぶりのオリジナルアルバムとなる6thアルバム『LOVE FANTASTIC』をリリース[23]。
- 12月21日、23日、28日 -「AIO PIANO vol.2」を開催。

2015年
- 04月22日 - 約9ヶ月ぶりのオリジナルアルバムとなる7thアルバム『LOVE TRiCKY』をリリース。間にシングルを挟まないオリジナルアルバムとなった。
- 06月13日 - 全国ツアー「LOVE TRiCKY LIVE TOUR 2015〜ヘルシーミュージックで体重減るしー〜」を7月29日まで全8会場にて開催。
- 08月02日 - 茨城県ひたちなか市国営海浜公園で行われた「ROCK IN JAPAN FESTIVAL 2015」に出演。
- 09月12日 - 約3年ぶりの会場となる日比谷野外音楽堂にて「大塚 愛 LOVE IS BORN 〜12th Anniversary 2015〜」を開催。
- 09月26日 - 幕張海浜公園にて行われた「バブルラン2015 in 幕張」に出演。
- 11月21日 - 三重県文化会館大ホールにて行われた「JA BANK Present LIVE in Mie 2015」に出演。
- 12月12日、18日、22日 -「AIO PIANO vol.3」を開催。
- 12月30日 -「COUNTDOWN JAPAN 15/16」に出演。

2016年
- 03月02日 - 安藤裕子のアルバム『頂き物』に楽曲「Touch me when the world ends」（作曲）を提供。
- 09月11日 - 日比谷野外音楽堂にて「大塚 愛 LOVE IS BORN 〜13th Anniversary 2016〜」を開催[24]。

2017年
- 03月09日 - 主題歌を担当したフジテレビ系ドラマ「嫌われる勇気」の第9回放送に婦人警官役でゲスト出演をした。

2018年
- 09月09日 - 日比谷野外音楽堂にて「大塚 愛 LOVE IS BORN 〜15th Anniversary 2018〜」を開催[25]。
- 11月21日 - SUとの離婚を報告。なお、長女の親権は大塚が持つという[26][27]。

2019年
- 01月01日 - デビュー15周年記念オールタイムベストアルバム「愛 am BEST, too」を発売。オリコン初登場23位を記録。
- 02月01日 - 『テレビ朝日開局60周年記念特別番組 ミュージックステーション3時間スペシャル』に出演し「さくらんぼ」を同番組では12年ぶりに歌唱披露した。
- 03月22日 - キットカットの新商品「キットカット 毎日のナッツ&クランベリー」CMソングのために書き下ろした楽曲「kit palette」を配信限定で発売。本作のためショートムービーも制作され、Youtubeで公開。
- 04月14日～5月26日 - デビュー15周年記念ライブツアー「愛 am BEST, too tour 2019～イエス！ここが家ッス！」を開催。
- 07月06日 - フランス・パリで行なわれた「Japan Expo 2019」に出演。初のヨーロッパでのライブとなった。
- 07月31日 - May'nのアルバム『YELL!!』に楽曲「stair」（作曲）を提供。
- 09月08日 - 日比谷野外音楽堂にて「LOVE IS BORN ～16th Anniversary 2019～」を開催[28]。
- 09月04日 - 26thシングル「Chime」を発売。

### 2020年-：小説家デビュー
2020年
- 08月21日 - 「小説現代」（講談社刊）9月号に処女作「開けちゃいけないんだよ」を寄稿[29]。

オンラインライブ LOVE IS BORN 17th Anniversaryを開催。
2021年
- 09月09日 - デビュー18周年&バースデー記念ライヴ「【LOVE IS BORN】〜18th Anniversary 2021〜」が、LINE CUBE SHIBUYA にて開催[30]。

2022年
- 09月11日 - デビュー19周年&バースデー記念ライヴ「【LOVE IS BORN】〜19th Anniversary 2022〜」が、日比谷野外大音楽堂にて開催[31]。

2023年
- 09月09日 - デビュー20周年&バースデー記念&日比谷野音100周年記念ライブ「祝・日比谷野音100周年 大塚愛 LOVE IS BORN 〜20th Anniversary 2023〜」が日比谷野外音楽堂にて開催[32]。

2024年
- 07月12日、YouTubeチャンネル『THE FIRST TAKE』（第454回）に初出演し、代表曲の一つである「プラネタリウム」をピアノ弾き語りバージョンで披露[33]。動画は420万回以上再生された[34]。

## 作品

### シングル
- 通常盤には本人によって描かれた「絵本」が付属されている。

|      | 発売日         | タイトル                           | 規格                       | 規格品番                                  | オリコン | 初収録アルバム  |
| ---- | -------------- | ---------------------------------- | -------------------------- | ----------------------------------------- | -------- | --------------- |
| 1st  | 2003年9月10日  | 桃ノ花ビラ                         | CCCD                       | AVCD-30525（通常盤）                      | 24位     | LOVE PUNCH      |
| 1st  | 2003年10月1日  | 桃ノ花ビラ                         | CCCD+DVD                   | AVCD-30528/B（初回生産限定盤）            | 86位     | LOVE PUNCH      |
| 2nd  | 2003年12月17日 | さくらんぼ                         | CCCD+DVD                   | AVCD-30543/B（初回生産限定盤）            | 5位      | LOVE PUNCH      |
| 2nd  | 2003年12月17日 | さくらんぼ                         | CCCD                       | AVCD-30544（通常盤）                      | 5位      | LOVE PUNCH      |
| 2nd  | 2005年3月30日  | さくらんぼ                         | CD-DA+絵本                 | AVCD-30715（「Encore Press」再発盤）      | 4位      | LOVE PUNCH      |
| 2nd  | 2019年2月14日  | さくらんぼ／ さくらんぼ -カクテル- | 7インチシングル            | HR7S-129                                  | -        | LOVE PUNCH      |
| 3rd  | 2004年3月3日   | 甘えんぼ                           | CCCD+DVD                   | AVCD-30574/B（初回生産限定盤）            | 6位      | LOVE PUNCH      |
| 3rd  | 2004年3月3日   | 甘えんぼ                           | CCCD                       | AVCD-30575（通常盤）                      | 6位      | LOVE PUNCH      |
| 4th  | 2004年7月7日   | Happy Days                         | CCCD+DVD                   | AVCD-30601/B（初回生産限定盤）            | 3位      | LOVE JAM        |
| 4th  | 2004年7月7日   | Happy Days                         | CCCD                       | AVCD-30602（通常盤）                      | 3位      | LOVE JAM        |
| 5th  | 2004年8月18日  | 金魚花火                           | CCCD+DVD                   | AVCD-30612/B（初回生産限定盤）            | 3位      | LOVE JAM        |
| 5th  | 2004年8月18日  | 金魚花火                           | CCCD                       | AVCD-30613（通常盤）                      | 3位      | LOVE JAM        |
| 6th  | 2004年10月20日 | 大好きだよ。                       | CD-DA+DVD                  | AVCD-30627/B（初回生産限定盤）            | 3位      | LOVE JAM        |
| 6th  | 2004年10月20日 | 大好きだよ。                       | CD-DA                      | AVCD-30628（通常盤）                      | 3位      | LOVE JAM        |
| 7th  | 2005年2月9日   | 黒毛和牛上塩タン焼680円            | CD-DA+DVD                  | AVCD-30670/B（初回生産限定盤）            | 3位      | 愛 am BEST      |
| 7th  | 2005年2月9日   | 黒毛和牛上塩タン焼680円            | CD-DA                      | AVCD-30671（通常盤）                      | 3位      | 愛 am BEST      |
| 8th  | 2005年5月11日  | SMILY／ビー玉                      | CD-DA+DVD                  | AVCD-30701/B（初回生産限定盤）            | 1位      | LOVE COOK       |
| 8th  | 2005年5月11日  | SMILY／ビー玉                      | CD-DA                      | AVCD-30702（通常盤）                      | 1位      | LOVE COOK       |
| 9th  | 2005年7月13日  | ネコに風船                         | CD-DA+DVD                  | AVCD-30740/B（初回生産限定盤）            | 3位      | LOVE COOK       |
| 9th  | 2005年7月13日  | ネコに風船                         | CD-DA                      | AVCD-30741（通常盤）                      | 3位      | LOVE COOK       |
| 10th | 2005年9月21日  | プラネタリウム                     | CD-DA+DVD                  | AVCD-30768/B（初回生産限定盤）            | 1位      | LOVE COOK       |
| 10th | 2005年9月21日  | プラネタリウム                     | CD-DA                      | AVCD-30769（通常盤）                      | 1位      | LOVE COOK       |
| 11th | 2006年4月12日  | フレンジャー                       | CD-DA+DVD                  | AVCD-30915/B（初回生産限定盤）            | 2位      | LOVE PiECE      |
| 11th | 2006年4月12日  | フレンジャー                       | CD-DA                      | AVCD-30916（通常盤）                      | 2位      | LOVE PiECE      |
| 12th | 2006年8月2日   | ユメクイ                           | CD-DA+DVD                  | AVCD-31021/B（初回生産限定盤）            | 5位      | LOVE PiECE      |
| 12th | 2006年8月2日   | ユメクイ                           | CD-DA                      | AVCD-31022（通常盤）                      | 5位      | LOVE PiECE      |
| 13th | 2006年10月25日 | 恋愛写真                           | CD-DA+DVD                  | AVCD-31065/B（初回生産限定盤）            | 2位      | LOVE PiECE      |
| 13th | 2006年10月25日 | 恋愛写真                           | CD-DA                      | AVCD-31066（通常盤）                      | 2位      | LOVE PiECE      |
| 14th | 2007年2月21日  | CHU-LIP                            | CD-DA+DVD                  | AVCD-31177/B（初回生産限定盤）            | 3位      | LOVE PiECE      |
| 14th | 2007年2月21日  | CHU-LIP                            | CD-DA                      | AVCD-31178（通常盤）                      | 3位      | LOVE PiECE      |
| 15th | 2007年7月25日  | PEACH／HEART                       | CD-DA+DVD                  | AVCD-31269/B（初回生産限定盤）            | 1位      | LOVE PiECE      |
| 15th | 2007年7月25日  | PEACH／HEART                       | CD-DA                      | AVCD-31270（通常盤）                      | 1位      | LOVE PiECE      |
| 16th | 2007年11月7日  | ポケット                           | CD-DA+DVD                  | AVCD-31322/B（初回生産限定盤）            | 5位      | LOVE LETTER     |
| 16th | 2007年11月7日  | ポケット                           | CD-DA                      | AVCD-31323（通常盤）                      | 5位      | LOVE LETTER     |
| 17th | 2008年5月21日  | ロケットスニーカー／ One×Time      | CD-DA+DVD                  | AVCD-31411/B（初回生産限定盤）            | 4位      | LOVE LETTER     |
| 17th | 2008年5月21日  | ロケットスニーカー／ One×Time      | CD-DA                      | AVCD-31412（通常盤）                      | 4位      | LOVE LETTER     |
| 18th | 2008年9月10日  | クラゲ、流れ星                     | CD-DA+DVD                  | AVCD-31497（デビュー5周年記念限定盤）     | 4位      | LOVE LETTER     |
| 18th | 2008年9月10日  | クラゲ、流れ星                     | CD-DA                      | AVCD-31498（デビュー5周年記念限定盤）     | 4位      | LOVE LETTER     |
| 18th | 2008年9月10日  | クラゲ、流れ星                     | CD-DA+DVD                  | AVCD-31499/B（初回生産限定盤）            | 4位      | LOVE LETTER     |
| 18th | 2008年9月10日  | クラゲ、流れ星                     | CD-DA                      | AVCD-31500（通常盤）                      | 4位      | LOVE LETTER     |
| 19th | 2009年2月25日  | バイバイ                           | CD-DA+DVD                  | AVCD-31592/B（完全生産限定盤）            | 8位      | LOVE LETTER     |
| 20th | 2010年4月7日   | ゾッ婚ディション／LUCKY☆STAR       | CD-DA+DVD                  | AVCD-31852/B（初回生産限定盤）            | 6位      | LOVE FANTASTIC  |
| 20th | 2010年4月7日   | ゾッ婚ディション／LUCKY☆STAR       | CD-DA                      | AVCD-31853（通常盤）                      | 6位      | LOVE FANTASTIC  |
| 21st | 2010年9月8日   | I ♥ ×××                            | CD-DA+DVD                  | AVCD-31894/B（初回生産限定盤）            | 8位      | LOVE FANTASTIC  |
| 21st | 2010年9月8日   | I ♥ ×××                            | CD-DA                      | AVCD-31895（通常盤）                      | 8位      | LOVE FANTASTIC  |
| 22nd | 2013年10月9日  | Re:NAME                            | CD-DA+DVD                  | AVC1-48768/A（ファンクラブ限定盤）        | 8位      | LOVE FANTASTIC  |
| 22nd | 2013年10月9日  | Re:NAME                            | CD-DA+DVD                  | AVCD-48769/B（初回生産限定盤A）           | 8位      | LOVE FANTASTIC  |
| 22nd | 2013年10月9日  | Re:NAME                            | CD-DA+BOOK                 | AVCD-48770（初回生産限定盤B）             | 8位      | LOVE FANTASTIC  |
| 22nd | 2013年10月9日  | Re:NAME                            | CD-DA                      | AVCD-48771（通常盤）                      | 8位      | LOVE FANTASTIC  |
| 23rd | 2014年5月21日  | モアモア                           | CD-DA+DVD                  | AVCD-48997/B（初回生産限定盤）            | 34位     | LOVE FANTASTIC  |
| 23rd | 2014年5月21日  | モアモア                           | CD-DA                      | AVCD-48998（通常盤）                      | 34位     | LOVE FANTASTIC  |
| 24th | 2017年2月15日  | 私                                 | CD-DA+STYLE BOOK           | AVCD-83772（初回生産限定盤A）             | 27位     | LOVE HONEY      |
| 24th | 2017年2月15日  | 私                                 | CD-DA+DVD                  | AVCD-83773/B（初回生産限定盤B）           | 27位     | LOVE HONEY      |
| 24th | 2017年2月15日  | 私                                 | CD-DA                      | AVCD-83774（通常盤）                      | 27位     | LOVE HONEY      |
| 24th | 2017年2月15日  | 私                                 | CD-DA+モバイルチャージャー | AVCD-83775（初回生産限定盤C）             | 27位     | LOVE HONEY      |
| 25th | 2018年9月5日   | ドラセナ                           | CD-DA+DVD+絵本             | AVCD-94140/B（初回生産限定盤）            | 49位     | 愛 am BEST, too |
| 25th | 2018年9月5日   | ドラセナ                           | CD-DA                      | AVCD-94141（通常盤）                      | 49位     | 愛 am BEST, too |
| 26th | 2019年9月4日   | Chime                              | CD-DA+DVD                  | AVCD-94579/B～C（初回生産限定盤A）        | 35位     | LOVE POP        |
| 26th | 2019年9月4日   | Chime                              | CD-DA+Blu-ray              | AVCD-94580/B（初回生産限定盤B）           | 35位     | LOVE POP        |
| 26th | 2019年9月4日   | Chime                              | CD-DA                      | AVCD-94581（通常盤）                      | 35位     | LOVE POP        |
| 26th | 2019年9月4日   | Chime                              | 5CD-DA                     | AVCD-94582～6（ファンクラブ・会場限定盤） | 35位     | LOVE POP        |

### デジタル・シングル
|      | 発売日         | タイトル                                    | 備考 | 初収録CD                           |
| ---- | -------------- | ------------------------------------------- | --- | ---------------------------------- |
| 1st  | 2010年8月18日  | アクション10.5                              | パナソニック携帯電話「ドコモスタイルシリーズ P-06B」CMソング                                                                                       | 6thアルバム 「LOVE FANTASTIC」     |
| 2nd  | 2011年10月9日  | ヒカリ                                      | 公式モバイルサイト「LOVE9CUBE」上で配信。 | アルバム未収録                     |
| 3rd  | 2013年12月4日  | さくらんぼ-カクテル-                        | iTunes 限定配信。 | リテイクアルバム 「AIO PUNCH」     |
| 4th  | 2016年7月6日   | 日々、生きていれば                          | ライブのアンコールで披露された曲が限定配信。 | 8thアルバム 「LOVE HONEY」         |
| 4th  | 2018年4月7日   | ドラセナ                                    | テレビ東京系アニメ『ポチっと発明 ピカちんキット』エンディングテーマ。 後に25thシングルとして発売された。                                           | 25thシングル 「ドラセナ」          |
| 4th  | 2018年6月16日  | ドラセナ                                    | テレビ東京系アニメ『ポチっと発明 ピカちんキット』エンディングテーマ。 後に25thシングルとして発売された。                                           | 25thシングル 「ドラセナ」          |
| 5th  | 2018年7月11日  | あっかん べ                                 | dTVオリジナルドラマ『婚外恋愛に似たもの』主題歌。                                                                                                  | 25thシングル 「ドラセナ」          |
| 6th  | 2018年10月4日  | Dear, you                                   | 舞台『カレフォン』主題歌。 | ベストアルバム 「愛 am BEST, too」 |
| 7th  | 2019年3月22日  | kit palette                                 | CM「キットカット 毎日のナッツ&クランベリー」テーマソング。 ラジオドラマ『Sweet 30 CONFIDENTIAL』主題歌。 後に26thシングルのc/w曲として収録された。 | 26thシングル 「Chime」             |
| 8th  | 2021年5月12日  | あいびき                                    | 大塚 愛 × あっこゴリラ名義 3曲入りのシングル。c/w曲の「ハイナビ」、「またたび」はアルバム未収録。                                                  | 9thアルバム 「LOVE POP」           |
| 9th  | 2021年6月30日  | なんだっけ                                  | | 9thアルバム 「LOVE POP」           |
| 10th | 2021年9月9日   | GO                                          | | 9thアルバム 「LOVE POP」           |
| 11th | 2021年11月17日 | サンタにkissをして                          | | 9thアルバム 「LOVE POP」           |
| 12th | 2021年12月3日  | 恋フル                                      | | 9thアルバム 「LOVE POP」           |
| 13th | 2022年7月6日   | SMILY2                                      | CM「ハーゲンダッツ」テーマソング。 |                                    |
| 14th | 2023年5月31日  | maybe I love you                            | 1962年から続いている漫画 ｢小さな恋のものがたり｣ コラボソング。                                                                                     |                                    |
| 15th | 2023年7月14日  | vanity (大沢伸一より)                       | BSテレ東真夜中ドラマ『湯遊ワンダーランド』オープニングテーマ。                                                                                     | ミニ・アルバム 「marble」          |
| 16th | 2023年8月9日   | FREEKY （蔦谷好位置より）                   | DHC薬用リップシリーズ Web CMソング | ミニ・アルバム 「marble」          |
| -    | 2024年8月28日  | プラネタリウム – from THE FIRST TAKE        | 『THE FIRST TAKE』で披露した グランドピアノでの弾き語りバージョン。                                                                                |                                    |
| -    | 2024年8月28日  | さくらんぼ -カクテル- – from THE FIRST TAKE | 『THE FIRST TAKE』で披露した音源。 |                                    |

### アルバム

#### オリジナル・アルバム
|     | 発売日         | タイトル       | 規格                                      | 規格品番                                     | オリコン |
| --- | -------------- | -------------- | ----------------------------------------- | -------------------------------------------- | -------- |
| 1st | 2004年3月31日  | LOVE PUNCH     | CCCD+DVD                                  | AVCD-17453/B（初回生産限定盤）               | 3位      |
| 1st | 2004年3月31日  | LOVE PUNCH     | CCCD                                      | AVCD-17454（通常盤）                         | 3位      |
| 2nd | 2004年11月17日 | LOVE JAM       | CCCD+DVD                                  | AVCD-17538/B（初回生産限定盤）               | 1位      |
| 2nd | 2004年11月17日 | LOVE JAM       | CCCD                                      | AVCD-17539（通常盤）                         | 1位      |
| 3rd | 2005年12月14日 | LOVE COOK      | CD+DVD                                    | AVCD-17839/B（初回生産限定盤）               | 1位      |
| 3rd | 2005年12月14日 | LOVE COOK      | CD                                        | AVCD-17840（通常盤）                         | 1位      |
| 3rd | 2005年12月14日 | LOVE COOK      | CD+絵本                                   | AVCD-17841（期間生産限定盤A）                | 1位      |
| 3rd | 2005年12月14日 | LOVE COOK      | CD+フォトブック                           | AVCD-17842（期間生産限定盤B）                | 1位      |
| 4th | 2007年9月26日  | LOVE PiECE     | CD+DVD                                    | AVCD-23396/B（初回生産限定盤）               | 1位      |
| 4th | 2007年9月26日  | LOVE PiECE     | CD                                        | AVCD-23397（通常盤）                         | 1位      |
| 4th | 2007年9月26日  | LOVE PiECE     | CD                                        | AVC1-23408（ファンクラブ限定盤）             | 1位      |
| 5th | 2008年12月17日 | LOVE LETTER    | CD+DVD                                    | AVCD-23693/B（初回生産限定盤）               | 3位      |
| 5th | 2008年12月17日 | LOVE LETTER    | CD                                        | AVCD-23694（通常盤）                         | 3位      |
| 5th | 2008年12月17日 | LOVE LETTER    | CD                                        | AVC1-23775（ファンクラブ限定盤）             | 3位      |
| 6th | 2014年7月16日  | LOVE FANTASTIC | CD+Blu-ray                                | AVCD-38997/B（初回生産限定盤A）              | 22位     |
| 6th | 2014年7月16日  | LOVE FANTASTIC | CD+DVD                                    | AVCD-38998/B（初回生産限定盤B）              | 22位     |
| 6th | 2014年7月16日  | LOVE FANTASTIC | CD                                        | AVCD-38999（通常盤）                         | 22位     |
| 7th | 2015年4月22日  | LOVE TRiCKY    | CD+DVD                                    | AVCD-93119/B（初回生産限定盤）               | 24位     |
| 7th | 2015年4月22日  | LOVE TRiCKY    | CD                                        | AVCD-93120（通常盤）                         | 24位     |
| 8th | 2017年4月12日  | LOVE HONEY     | CD+グッズ                                 | AVCD-93665（完全生産限定盤）                 | 23位     |
| 8th | 2017年4月12日  | LOVE HONEY     | CD+DVD                                    | AVCD-93666/B（初回生産限定盤A）              | 23位     |
| 8th | 2017年4月12日  | LOVE HONEY     | CD+Blu-ray                                | AVCD-93667/B（初回生産限定盤B）              | 23位     |
| 8th | 2017年4月12日  | LOVE HONEY     | CD                                        | AVCD-93668（通常盤）                         | 23位     |
| 9th | 2021年12月8日  | LOVE POP       | CD+グッズ+スマプラミュージック            | AVZ1-96824（LOVE9CUBERS/イベント会場限定盤） | 31位     |
| 9th | 2021年12月8日  | LOVE POP       | CD＋DVD＋スマプラミュージック＆ムービー   | AVCD-96821/B～C                              | 31位     |
| 9th | 2021年12月8日  | LOVE POP       | CD+Blu-ray+スマプラミュージック＆ムービー | AVCD-96822/B                                 | 31位     |
| 9th | 2021年12月8日  | LOVE POP       | CD（スマプラ対応）                        | AVCD-96823                                   | 31位     |

#### ミニ・アルバム
|     | 発売日        | タイトル  | 規格       | 規格品番     | オリコン |
| --- | ------------- | --------- | ---------- | ------------ | -------- |
| 1st | 2014年3月26日 | AIO PUNCH | CD         | AVCD-38929   | 67位     |
| 2nd | 2018年2月7日  | aio piano | CD         | AVCD-93802   | 60位     |
| 3rd | 2023年9月9日  | marble    | CD+Blu-ray | AVCD-63489/B | 81位     |
| 3rd | 2023年9月9日  | marble    | CD+DVD     | AVCD-63488/B | 81位     |
| 3rd | 2023年9月9日  | marble    | CD         | AVCD-63490   | 81位     |

#### リメイク・アルバム
| 発売日        | タイトル                         | 規格 | 規格品番   | オリコン |
| ------------- | -------------------------------- | ---- | ---------- | -------- |
| 2021年2月3日  | 犬塚 愛 One on One Collaboration | CD   | AVCD-96640 | 68位     |
| 2025年3月26日 | 犬塚 愛 One on One Collaboration | LP   | AVJ1-63679 |          |

#### ベスト・アルバム
|          | 発売日         | タイトル                                                  | 規格                   | 規格品番                                   | オリコン |
| -------- | -------------- | --------------------------------------------------------- | ---------------------- | ------------------------------------------ | -------- |
| 1st      | 2007年3月28日  | 愛 am BEST                                                | CD+DVD                 | AVCD-23271/B（初回生産限定盤）             | 1位      |
| 1st      | 2007年9月26日  | 愛 am BEST                                                | CD                     | AVCD-23406（期間限定フラッシュプライス盤） | 1位      |
| 1st      | 2024年3月6日   | 愛 am BEST                                                | LP                     | AVJ1-63561/2                               |          |
| 2nd      | 2009年11月11日 | LOVE is BEST                                              | CD+DVD                 | AVCD-23920/B（初回生産限定盤）             | 1位      |
| 2nd      | 2009年11月11日 | LOVE is BEST                                              | CD                     | AVCD-23921（通常盤）                       | 1位      |
| [ 注 8 ] | 2011年3月9日   | SINGLE COLLECTION                                         | 2CD+DVD                | AVC6-38264                                 | 対象外   |
| [ 注 9 ] | 2018年8月1日   | Single Collection：LOVE IS BORN ～15th Anniversary 2018～ | デジタル・ダウンロード | -                                          | 対象外   |
| [ 注 8 ] | 2018年11月24日 | Single Collection ～15th Anniversary～                    | 2CD                    | AVC6-96023～4                              | 対象外   |
| 3rd      | 2019年1月1日   | 愛 am BEST, too                                           | 2CD+DVD                | AVCD-96012~3/B（初回生産限定盤A）          | 23位     |
| 3rd      | 2019年1月1日   | 愛 am BEST, too                                           | 2CD+Blu-ray            | AVCD-96014~5/B（初回生産限定盤B）          | 23位     |
| 3rd      | 2019年1月1日   | 愛 am BEST, too                                           | 2CD                    | AVCD-96016~7（通常盤）                     | 23位     |

#### インストゥルメンタル・アルバム
| 発売日        | タイトル | 規格                   | 規格品番                            | オリコン |
| ------------- | -------- | ---------------------- | ----------------------------------- | -------- |
| 2024年7月17日 | graine   | CD+パンフレット        | AVC1-63576A（個展の会場のみで販売） | -        |
| 2024年7月17日 | graine   | デジタル・ダウンロード | ANTCD-A0000013807                   | -        |

#### 弾き語り作品集
| 発売日        | タイトル         | 規格                      | 規格品番                     | オリコン |
| ------------- | ---------------- | ------------------------- | ---------------------------- | -------- |
| 2020年3月11日 | Aio Piano Arioso | CD+ピアノ楽譜（A4サイズ） | AVCD-96444（初回生産限定盤） | 40位     |
| 2020年3月11日 | Aio Piano Arioso | CD                        | AVCD-96445（通常盤）         | 40位     |

#### ライブ・アルバム
|      | 発売日         | タイトル                                                                                 | 規格                   | 規格品番               | オリコン          |
| ---- | -------------- | ---------------------------------------------------------------------------------------- | ---------------------- | ---------------------- | ----------------- |
| 1st  | 2014年12月17日 | LOVE FANTASTIC TOUR 2014～おぉーつかあいはまほぉーつかぁい～                             | 2CD                    | AVCD-93065~6           | 125位             |
| 配信 | 2015年12月16日 | LOVE TRiCKY LIVE TOUR 2015 ～ヘルシーミュージックで体重減るしー～                        | デジタル・ダウンロード | デジタル・ダウンロード |                   |
| 配信 | 2015年12月16日 | LOVE IS BORN ～12th Anniversary 2015～                                                   | デジタル・ダウンロード | デジタル・ダウンロード |                   |
| 2nd  | 2016年12月21日 | LOVE IS BORN ～13th Anniversary 2016～                                                   | 2CD                    | AVCD-93549~50          | 121位             |
| 3rd  | 2017年12月20日 | LOVE IS BORN ～14th Anniversary 2017～                                                   | 2CD                    | AVCD-93786~7           | 150位             |
| 4th  | 2018年9月5日   | LOVE HONEY TOUR 2017 ～誘惑の香りにYOUワクワク～                                         | 2CD                    | AVCD-93988~9           | 186位             |
| 配信 | 2018年12月25日 | LOVE IS BORN ～15th Anniversary 2018～                                                   | デジタル・ダウンロード | デジタル・ダウンロード |                   |
| 配信 | 2019年9月4日   | 愛 am BEST, too tour 2019 ～イエス！ここが家ッス！～ at Zepp DiverCity(TOKYO) 2019.05.02 | デジタル・ダウンロード | デジタル・ダウンロード |                   |
| 配信 | 2019年9月4日   | 愛 am BEST, too tour 2019 ～イエス！ここが家ッス！～ at WWW X 2019.05.10                 | デジタル・ダウンロード | デジタル・ダウンロード |                   |
| 5th  | 2020年1月15日  | LOVE IS BORN 16th Anniversary 2019                                                       | 2CD                    | AVCD-96402~3           | 115位             |
| 6th  | 2021年2月3日   | LOVE IS BORN ～17th Anniversary 2020～                                                   | CD                     | AVCD-96645             | 260位             |
| 配信 | 2021年12月22日 | LOVE IS BORN ～18th Anniversary 2021～                                                   | デジタル・ダウンロード | デジタル・ダウンロード |                   |
| 7th  | 2022年9月7日   | LOVE POP TOUR 2022～もろこし振ったらもろ腰にきた!～                                      | 3CD                    | AVCD-63346~8           | mu-moショップ限定 |
| 8th  | 2023年5月31日  | LOVE IS BORN ～19th Anniversary 2022～                                                   | 3CD                    | AVCD-63444~6           |                   |
| 配信 | 2025年2月26日  | LOVE IS BORN ～21st Anniversary 2024～                                                   | デジタル・ダウンロード | デジタル・ダウンロード |                   |
| 配信 | 2025年2月26日  | AIO BRASSIC                                                                              | デジタル・ダウンロード | デジタル・ダウンロード |                   |

### ライブビデオ
|      | 発売日         | タイトル | 規格                                                                                  | オリコン                             |
| ---- | -------------- | --- | ------------------------------------------------------------------------------------- | ------------------------------------ |
| 1st  | 2005年7月27日  | JAM PUNCH TOUR 2005 〜コンドルのパンツがくいコンドル〜 at Tokyo International Forum Hall A on 1st of June 2005                 | AVBD-91040〜1（スペシャル盤） AVBD-91342（通常盤）                                    |                                      |
| 2nd  | 2006年7月26日  | LOVE COOK Tour 2006 〜マスカラ毎日つけてマスカラ〜 at Osaka-Jo Hall on 9th of May 2006                                         | AVBD-91404                                                                            |                                      |
| 3rd  | 2007年1月1日   | 【LOVE IS BORN】〜3rd Anniversary 2006〜 at Hibiya-Yagai Ongaku-Do on 9th of September 2006                                    | AVBD-91442                                                                            |                                      |
| 4th  | 2007年9月26日  | 『愛 am BEST Tour 2007 〜ベストなコメントにめっちゃ愛を込めんと!!!〜』 at Tokyo International Forum Hall A on 9th of July 2007 | AVBD-91483/4（スペシャル盤） AVBD-91485（通常盤）                                     |                                      |
| 5th  | 2008年1月1日   | 【LOVE IS BORN】〜4th Anniversary 2007〜 at Hibiya-Yagai Ongaku-Do on 9th of September 2007                                    | AVBD-91495（DVD） AVXD-91601（BD） AVHD-91600（HD DVD）                               |                                      |
| 6th  | 2008年7月30日  | LOVE PiECE Tour2008 〜メガネかけなきゃユメがねぇ!〜 at Pacifico Yokohama on 1st of May 2008                                    | AVBD-91524/5（スペシャル盤） AVBD-91526（通常盤）                                     |                                      |
| 7th  | 2009年2月25日  | 【LOVE IS BORN】〜5th Anniversary 2008〜 at Osaka-jo Yagai Ongaku-Do on 10th of September 2008                                 | AVBD-91580〜1（スペシャル盤） AVBD-91582（通常盤）                                    |                                      |
| 8th  | 2009年5月6日   | LOVE LETTER Tour 2009 〜チャンネル消して愛ちゃん寝る!〜 at Zepp Tokyo on 1st of March 2009                                     | AVBD-91714                                                                            |                                      |
| 9th  | 2009年9月23日  | LOVE LETTER Tour 2009 〜ライト照らして、愛と夢と感動と…笑いと!〜 at Yokohama Arena on 17th of May 2009                         | AVBD-91730/B（初回盤） AVBD-91730（通常盤）                                           |                                      |
| 10th | 2010年3月17日  | 【LOVE IS BORN】〜6th Anniversary 2009〜                                                                                       | AVBD-91761〜2（DVD） AVXD-91607（BD）                                                 |                                      |
| 11th | 2010年6月2日   | LOVE is BEST Tour 2009 FINAL                                                                                                   | AVBD-91785（DVD） AVXD-91608（BD）                                                    |                                      |
| 12th | 2011年3月9日   | 【LOVE IS BORN】〜7th Anniversary 2010〜                                                                                       | AVBD-91842（DVD） AVXD-91609（BD）                                                    |                                      |
| 13th | 2014年3月19日  | 【LOVE IS BORN】〜10th Anniversary 2013〜                                                                                      | AVBD-92066（DVD） AVXD-91681（BD）                                                    |                                      |
| 14th | 2014年12月17日 | LOVE FANTASTIC TOUR 2014 〜おぉーつかあいはまほぉーつかぁい〜                                                                  | AVBD-92191（DVD） AVXD-92193（BD） AVCD-93065-6（2CD）                                |                                      |
| 15th | 2016年1月20日  | ai otsuka LIVE BOX 2015 〜TRiCKY BORNBON〜                                                                                     | AVBD-92288〜9（2DVD） AVXD-92290〜1（2BD）                                            | 37位（DVD） 46位（BD）               |
| 16th | 2016年12月21日 | 【LOVE IS BORN】～13th Anniversary 2016～                                                                                      | AVBD-92420（DVD） AVXD-92421（BD） AVCD-93549～50（CD）                               | 106位（DVD） 147位（BD） 121位（CD） |
| 17th | 2017年12月20日 | 【LOVE IS BORN】～14th Anniversary 2017～                                                                                      | AVBD-92601(DVD) AVXD-92602(BD) AVCD-93786~7（CD）                                     | 109位(DVD) 141位(BD) 150位(CD)       |
| 18th | 2018年9月5日   | LOVE HONEY TOUR 2017 ～誘惑の香りにYOUワクワク～                                                                               | AVBD-92707（DVD） AVX1-92670（BD） AVCD-93988~9（2CD）                                | 105位（DVD） 130位（BD） 186位（CD） |
| 19th | 2021年2月3日   | 【LOVE IS BORN】～17th Anniversary 2020～                                                                                      | AVBD-92981（DVD） AVXD-92982（BD） AVCD-96645（CD）                                   | 71位（DVD） 47位（BD） 260位（CD）   |
| 20th | 2021年12月22日 | 【LOVE IS BORN】～18th Anniversary 2021～                                                                                      | デジタル・ダウンロード                                                                |                                      |
| 21st | 2022年9月7日   | LOVE POP TOUR 2022 ～もろこし振ったらもろ腰にきた!～                                                                           | AVB1-27582（2DVD+CD） AVX1-27584（BD+DVD+CD）                                         |                                      |
| 22nd | 2023年5月31日  | LOVE IS BORN ～19th Anniversary 2022～                                                                                         | AVBD-27661（DVD） AVXD-27662（BD）                                                    |                                      |
| 23rd | 2024年3月6日   | LOVE IS BORN ～20th Anniversary 2023～                                                                                         | AVBD-27733（2DVD初回盤） AVBD-27737（DVD） AVXD-27735（2BD初回盤） AVXD-27738（BD）   |                                      |
| 24th | 2025年2月26日  | LOVE IS BORN ～21st Anniversary 2024～                                                                                         | AVBD-27845（2DVD） AVB1-27849（2DVD初回盤） AVXD-27847（2BD） AVX1-27851（2BD初回盤） |                                      |

### 参加作品
| 発売日         | 曲名                                                           | 初収録された作品                                                                | ゲスト            |
| 2005年3月16日  | Cherish                                                        | Various Artists『LOVE for NANA 〜Only 1 Tribute〜』                             | -                 |
| 2005年11月9日  | ラムジ「1ラムジ」                                              | ラムジ「1ラムジ」                                                               | イラスト デザイン |
| 2006年1月25日  | ラムジ「2ラムジ」                                              | ラムジ「2ラムジ」                                                               | イラスト デザイン |
| 2006年6月7日   | ラムジ「3ラムジ」                                              | ラムジ「3ラムジ」                                                               | イラスト デザイン |
| 2006年8月23日  | Original Soundtrack『東京フレンズ The Movie music collection』 | Original Soundtrack『東京フレンズ The Movie music collection』                  | -                 |
| 2007年2月14日  | 東京プリンが10周年                                             | 東京プリン『ザ・ベスト・オブ 東京プリンその2』                                  | -                 |
| 2009年3月4日   | LOVER SOUL                                                     | Various Artists『JUDY AND MARY 15th Anniversary Tribute Album』                 | -                 |
| 2014年3月26日  | ROMANCE                                                        | Various Artists『私とドリカム -DREAMS COME TRUE 25th ANNIVERSARY BEST COVERS-』 | -                 |
| 2023年1月9日   | ふたたび（with大塚 愛）                                        | Various Artists『いきものがかり 水野良樹 ソロアルバム HIROBA』                  | -                 |
| 2023年10月18日 | FUN                                                            | Various Artists『「キリエのうた」オリジナル・サウンドトラック ～路花～』        | -                 |

### 楽曲提供
- 鈴木亜美　「Like a Love?」（作曲）
- トミタ栞　「HAPPY AND HAPPY」「だめだめだ」「RounD」（作詞・作曲）
- 安藤裕子　「Touch me when the world ends」（作曲）
- たこやきレインボー　「卒業ラブテイスティ」（作詞・作曲）
- May'n　「stair」（作詞・作曲・編曲）
- 松尾太陽　「mellow.P」（作詞・作曲）
- SUPER☆GiRLS　「リボン」（作詞・作曲）
- あんさんぶるスターズ！！アルバムシリーズ  Ra*bits 『ヒカリスペクトル』
- 逢田梨香子「プリズム」（作詞・作曲・編曲[35]）
- CHiCO「fam!」（作詞・作曲・編曲 ※編曲はhirooと共同[36]）[37]

### 書籍
- キミイロオモイ（2005年3月1日、幻冬舎）ISBN 4344007433
- LOVE WORLD 大塚愛作品集（2007年9月25日、シンコーミュージック）ISBN 4401622650
- 大塚愛のai-r Jack（2008年1月31日、ソニー・マガジンズ）ISBN 978-4-7897-3251-2
- 大塚愛歌詞集（2022年2月28日、春陽堂書店）ISBN 9784394990093

### 絵本
- ネコが見つけた赤い風船（2010年3月31日）、講談社 ISBN 9784062160346
- ネコがスキになったキライなネコ（2012年3月30日）、講談社 ISBN 9784062174718

### 絵画
‘’ART×MUSIC’’をテーマとした企画展「e to oto to... ～ART×MUSIC～」にて展示。

展示会場（「＋ART GALLERY」）、オンラインにて販売。

2021年8月9日 - 8月15日
- 精
- 廻れる森
- 夢泪花
- 大塚愛
- yEs

2022年6月6日 - 6月12日
- full moon
- 雨の粒、ワルツ
- 海底宇宙
- 日々、生きれいれば。
- HEART BREAK
- 新月のひかり
- QueeN
- ダイヤモンド
- アシカトンネル
- 半熟たまご
- Insight night club
- Outout jumper

## 出演

### ラジオ
| 放送局       | 番組名                                                        | 放送期間                      |
| ------------ | ------------------------------------------------------------- | ----------------------------- |
| ニッポン放送 | オールナイトニッポンR スペシャルナイト                        | 2003年9月12日                 |
| 文化放送     | 大塚愛のai-r Jack（「レコメン!」内で放送）                    | 2004年3月29日 - 2007年9月27日 |
| JFN系列      | 太陽石油 presents LIFE - LOVE CiRCLE                          | 2008年4月5日 - 2009年3月28日  |
| JFN系列      | COROLLA presents LIFE - LOVE CiRCLE 〜うれしいこと 全力で。〜 | 2009年4月4日 - 2011年3月26日  |

### CM
| 企業名（年）                       | 商品名                                                                                                   | CMソング         | 備考                                |
| ---------------------------------- | --- | ---------------- | ----------------------------------- |
| 森永製菓（2004年）                 | Ice Box                                                                                                  | Happy Days       | CM初出演                            |
| ライオン（2005年）                 | 植物物語ハーブブレンド                                                                                   | ビー玉           | 田中美佐子・日向ななみと共演        |
| ライオン（2005年）                 | 植物物語ハーブブレンド                                                                                   | drop.            |                                     |
| ライオン（2005年）                 | Banパウダースプレー                                                                                      | SMILY            |                                     |
| 東芝（2005年 - 2006年）            | au携帯電話W31T、A5511T                                                                                   | ネコに風船       |                                     |
| 東芝（2005年 - 2006年）            | au携帯電話W32T                                                                                           | ネコに風船       |                                     |
| 東芝（2005年 - 2006年）            | au携帯電話MUSIC-HDDW41T                                                                                  | フレンジャー     |                                     |
| 東芝（2005年 - 2006年）            | au携帯電話W44T                                                                                           | ユメクイ         |                                     |
| 東芝（2005年 - 2006年）            | au携帯電話W45T                                                                                           | 恋愛写真         |                                     |
| 東芝（2005年 - 2006年）            | au携帯電話W47T                                                                                           | 恋愛写真         |                                     |
| 不二家（2006年）                   | LOOKチョコレート                                                                                         | ハニカミジェーン |                                     |
| ユニリーバ（2008年）               | ポンズ ポアホワイト                                                                                      | One×Time         |                                     |
| NISSAY（2008年 - 2010年）          | みらいサポート                                                                                           | チケット         |                                     |
| NISSAY（2008年 - 2010年）          | YOU MAY DREAM                                                                                            | 愛               |                                     |
| 毎日コミュニケーションズ（2008年） | マイナビ2010                                                                                             | クラゲ、流れ星   |                                     |
| アサヒビール（2009年 - ）          | すらっと                                                                                                 | バイバイ         |                                     |
| アサヒビール（2009年 - ）          | すらっと                                                                                                 | ゾッ婚ディション |                                     |
| エムティーアイ（2009年 - ）        | ルナルナ 女性の医学                                                                                      | aisu×time        | EMIと共演                           |
| ハーゲンダッツ（2022年）           | ミニカップ＜CREAMY GELATO＞ピスタチオ＆ミルク、ミニカップ＜CREAMY GELATO＞ミックスベリー＆クリームチーズ | SMILY2           | CMソングはSMILYをリアレンジして作成 |

### ドラマ
- 東京フレンズ（2005年6月8日、avex・フジテレビ） - 主演・岩槻玲 役
- 嫌われる勇気 第9話（2017年3月9日、フジテレビ） - ゲスト・婦人警官 役

### 映画
- 東京フレンズ The Movie（2006年、松竹） - 主演・岩槻玲 役
- キリエのうた（2023年10月13日、東映） - 小塚呼子 役[38]

### キャンペーン
- 経済産業省「若年層を対象とした地球温暖化問題に関する広報・調査事業（平成19年度地球温暖化問題対策調査）」（2008年）

### NHK紅白歌合戦出場歴
| 年（放送回）     | 出場回数 | 曲目           | 出演順（組数） | 演出     | 対戦相手     |
| ---------------- | -------- | -------------- | -------------- | -------- | ------------ |
| 2004年（第55回） | 初       | さくらんぼ     | 29/58（2部）   | 平野昌一 | CHEMISTRY    |
| 2005年（第56回） | 2        | プラネタリウム | 27/60（1部）   | 平野昌一 | CHEMISTRY    |
| 2006年（第57回） | 3        | 恋愛写真       | 18/56（1部）   | 平野昌一 | 美川憲一     |
| 2007年（第58回） | 4        | CHU-LIP        | 35/56（2部）   | 平野昌一 | TOKIO        |
| 2008年（第59回） | 5        | 愛             | 21/52（1部）   | 平野昌一 | 平井堅       |
| 2009年（第60回） | 6        | Is             | 19/50（1部）   | 平野昌一 | レミオロメン |

## ライブツアー/イベント
- AI LOVE YOU LIVE（2004.6.1 at CLUB QUATTRO）
- a-nation 2004
- 大塚愛学園祭ツアー
- JAM PUNCH TOUR 〜コンドルのパンツがくいコンドル〜
- a-nation 2005
- 音楽と髭達 Festival 2005
- LOVE〔99〕COOK Tour 2006 〜マスカラ毎日つけてマスカラ〜
- エイベックス・グループ・ホールディングス第19期定時株主総会株主限定ライヴ
- Excite Music Festival 2006
- a-nation 2006
- MUSIC FESTIVAL 2006 ユメウタ
- 【LOVE IS BORN】〜3rd Anniversary 2006〜
- コスモアースコンシャスアクト・アースデー・コンサート（ライブの模様は生中継された）
- 愛 am BEST Tour 2007 〜ベストなコメントにめっちゃ愛を込めんと!!!〜
- Excite Music Festival 2007
- Live Earth
- a-nation 2007
- Exciting Summer in WAJIKI '07
- SOUND MARINA 2007〜Feel the Voice Special〜
- 【LOVE IS BORN】〜4th Anniversary 2007〜
- MTV Cool Christmas 2007[39]
- ap bank fes'08
- ZUSHI MARINA LIVE FESTIVAL'08 RIVIERA DAY
- 20th J-WAVE LIVE 2000+8
- a-nation'08 powered by ウイダーinゼリー
- Avril Lavigne 〜The Best Damn Tour〜 ゲスト出演
- Excite Music Festival 2008
- 着うたの日LIVE'08
- au by KDDI presents オンタマカーニバル09
- ap bank fes '09
- サンスター オーラツー presents J-WAVE LIVE 2000+9

| 年        | 形態                          | タイトル                                                           | 公演規模          | 公演日程                                                                              | 会場 | 備考                                                                                |
| --------- | ----------------------------- | ------------------------------------------------------------------ | ----------------- | ------------------------------------------------------------------------------------- | --- | ----------------------------------------------------------------------------------- |
| 2008      | ツアーライブ                  | LOVE PiECE Tour 2008 〜メガネかけなきゃユメがネェ!〜               | 全国24ヶ所 32公演 | リンク参照                                                                            | リンク参照 |                                                                                     |
| 2008      | バースデー ライブ             | 【LOVE IS BORN】 〜5th Anniversary 2008〜                          | 3ヶ所 4公演       | 9月9日 9月10日 9月14日 10月5日                                                        | 大阪城野外音楽堂 〜大阪公演〜 日比谷野外音楽堂 〜東京公演〜 国立台湾大学総合体育館 〜台湾公演〜 | 台湾公演は初の海外公演                                                              |
| 2009      | ツアーライブ                  | LOVE LETTER Tour 2009 〜チャンネル消して愛ちゃん寝る!〜            | 全国9ヶ所 20公演  | リンク参照                                                                            | リンク参照 |                                                                                     |
| 2009      | ツアーライブ                  | LOVE LETTER Tour 2009 〜ライト 照らして、愛と夢と感動と… 笑いと!〜 | 全国2ヶ所 4公演   | 5月16日 5月17日 9月19日 9月20日                                                       | 横浜アリーナ 〜横浜公演〜 大阪城ホール 〜大阪公演〜 | 大阪公演のみ新型インフルエンザ 流行のため4カ月順延                                  |
| 2009      | 夏フェスライブ                | a-nation'09 powered by ウイダーinゼリー                            | 全国4ヶ所 4公演   | 8月1日 8月8日 8月22日 8月29日                                                         | 熊本県農業公園 〜熊本公演〜 ニンジニアスタジアム 〜愛媛公演〜 味の素スタジアム 〜東京公演〜 長居スタジアム 〜大阪公演〜 |                                                                                     |
| 2009      | バースデー ライブ             | 【LOVE IS BORN】 〜6th Anniversary 2009〜                          | 3ヶ所 5公演       | 9月9日 9月10日 9月12日 9月26日 9月27日                                                | 大阪城野外音楽堂 〜大阪公演〜 日比谷野外音楽堂 〜東京公演〜 国立台湾大学総合体育館 〜台湾公演〜 |                                                                                     |
| 2010      | 夏フェスライブ                | a-nation'10 powered by ウイダーinゼリー                            | 全国3ヶ所 3公演   | 8月7日 8月21日 8月29日                                                                | ニンジニアスタジアム 〜愛媛公演〜 長居スタジアム 〜大阪公演〜 味の素スタジアム 〜東京公演〜 |                                                                                     |
| 2010      | バースデー ライブ             | 【LOVE IS BORN】 〜7th Anniversary 2010〜                          | 全国1ヶ所 2公演   | 9月11日 9月12日                                                                       | 横浜赤レンガパーク 野外特設ステージ | 自身の誕生日9月9日と赤レンガ 創建99周年を記念して開催 初日公演で妊娠3ヶ月を電撃発表 |
| 2012      | バースデー ライブ             | 【LOVE IS BORN】 〜9th Anniversary 2012〜                          | 全国4ヶ所 5公演   | 9月8日 9月9日 9月15日 9月16日 9月29日                                                 | 日比谷野外大音楽堂 〜東京公演〜 オリックス劇場 〜大阪公演〜 神戸国際会館 こくさいホール 〜兵庫公演〜 名古屋国際会議場 センチュリーホール 〜愛知公演〜                                                                                       | 2010年のバースデーライブ以来 2年ぶりとなるライブ                                    |
| 2013      | バースデー ライブ             | 【LOVE IS BORN】 〜10th Anniversary 2013〜                         | 全国6ヶ所 7公演   | 9月15日 9月16日 9月21日 9月23日 9月26日 9月28日 10月12日                              | 昭和女子大学 人見記念講堂 〜東京公演〜 日本特殊陶業市民会館 〜愛知公演〜 オリックス劇場 〜大阪公演〜 たつの市総合文化会館 赤とんぼ文化ホール 〜兵庫公演〜 那須塩原市黒磯文化会館 〜栃木公演〜 サンシティホール越谷 〜埼玉公演〜             | 詳細（公式サイト）                                                                  |
| 2013      | ピアノ弾き語り                | AIO PIANO vol.1                                                    | 全国1ヶ所 1公演   | 12月25日                                                                              | 東京:Bunkamura オーチャードホール |                                                                                     |
| 2014      | ツアーライブ                  | LOVE FANTASTIC TOUR 2014 ～おぉーつかあいはまほぉーつかぁい～      | 全国8ヶ所 8公演   | 8月3日 8月9日 8月16日 8月17日 8月21日 8月23日 8月29日 8月30日                         | 福岡:福岡 DRUM LOGOS 静岡:静岡 SOUND SHOWER ark 広島:広島 CLUB QUATTRO 大阪:なんばHatch 宮城:仙台Rensa 東京:Zepp 東京 新潟:新潟LOTS 愛知:名古屋CLUB DIAMOND HALL                                                                            | 詳細（公式サイト）                                                                  |
| 2014      | バースデー ライブ             | 【LOVE IS BORN】 〜11th Anniversary 2014〜                         | 全国2ヶ所 4公演   | 9月22日 （2公演） 9月25日 （2公演）                                                   | ビルボードライヴ東京 〜東京公演〜 ビルボードライヴ大阪 〜大阪公演〜 | 詳細（公式サイト）                                                                  |
| 2014      | ピアノ弾き語り                | AIO PIANO vol.2                                                    | 4ヶ所 4公演       | 12月13日 12月21日 12月23日 12月28日                                                   | 台北:SHOWBOX文創立方 東京:国際フォーラム ホールC 滋賀:滋賀県立文化産業交流会館 大阪:大阪NHKホール | 詳細（公式サイト）                                                                  |
| 2015      | ツアーライブ                  | LOVE TRiCKY LIVE TOUR 2015 ～ヘルシーミュージックで体重減るしー～  | 全国8ヶ所 8公演   | 6月13日 6月27日 6月28日 7月4日 7月12日 7月17日 7月20日 7月29日                        | 愛知:名古屋 Bottom Line 大阪:大阪BIG CAT 静岡:静岡 SOUND SHOWER ark 栃木:栃木HEAVEN'S ROCK宇都宮VJ-2 石川:金沢 Az 広島:広島 NAMIKI JUNCTION 福岡:福岡 BEAT STATION 東京:東京 LIQUIDROOM                                                     | 詳細（公式サイト）                                                                  |
| 2015      | バースデー ライブ             | 【LOVE IS BORN】 〜12th Anniversary 2015〜                         | 全国1ヶ所 1公演   | 9月13日                                                                               | 日比谷野外大音楽堂 〜東京公演〜 | 詳細（公式サイト）                                                                  |
| 2015      | ピアノ弾き語り                | AIO PIANO vol.3                                                    | 3ヶ所 3公演       | 12月12日 12月18日 12月22日                                                            | 台北:SHOWBOX文創立方 東京:めぐろパーシモンホール・大ホール 大阪:サンケイホールブリーゼ | 詳細（公式サイト）                                                                  |
| 2016      | バースデー ライブ             | 【LOVE IS BORN】 〜13th Anniversary 2016〜                         | 全国3ヶ所 3公演   | 9月11日 9月30日 10月9日                                                               | 日比谷野外大音楽堂 〜東京公演〜 青少年文化センター アートピアホール 〜愛知公演〜 大阪 松下IMPホール 〜大阪公演〜 | 詳細（公式サイト）                                                                  |
| 2017      | ツアーライブ                  | LOVE HONEY TOUR 2017 ～誘惑の香りにYOUワクワク～                   | 全国3ヶ所 3公演   | 6月2日 6月24日 7月9日                                                                 | 東京:赤坂BLITZ 名古屋:Bottom Line 大阪：BIG CAT | 詳細（公式サイト）                                                                  |
| 2017      | バースデー ライブ             | 【LOVE IS BORN】 ～14th Anniversary 2017～                         | 全国1ヶ所 1公演   | 9月9日                                                                                | 中野サンプラザ 〜東京公演〜 | 詳細（公式サイト）                                                                  |
| 2018      | ピアノ弾き語り                | AIO PIANO vol.5                                                    | 全国4ヶ所 4公演   | 2月10日 2月12日 2月17日 3月2日                                                        | 愛知:名古屋 NAGOYA Blue Note 大阪:大阪Billboard Live OSAKA 神奈川:横浜Motion Blue 東京:東京COTTON CLUB | 詳細（公式サイト）                                                                  |
| 2018      | ライブ映像上映 ＆トークショー | LOVE HONEY THEATER TOUR ～映画館でえーがな!～                      | 全国5劇場         | 6月16日 6月17日 6月21日 6月23日 6月24日                                               | 札幌:ユナイテッド・シネマ札幌 大阪:なんばパークスシネマ 東京:ユナイテッド・シネマ豊洲 名古屋:ミッドランドスクエアシネマ 福岡:ユナイテッド・シネマキャナルシティ13                                                                           | 詳細（公式サイト）                                                                  |
| 2018      | ピアノ弾き語り                | AIO PIANO at ASIA                                                  | 3都市 3公演       | 8月5日 8月17日 8月19日                                                                | 台北:Legacy Taipei 深圳:南山文体中心劇院 大劇場 広州:中山紀念堂 | 詳細（公式サイト）                                                                  |
| 2018      | バースデー ライブ             | 【LOVE IS BORN】 ～15th Anniversary 2018～                         | 全国1ヶ所 1公演   | 9月9日                                                                                | 日比谷野外大音楽堂 ～東京公演～ | 詳細（公式サイト）                                                                  |
| 2018      | ピアノ弾き語り                | AIO PIANO vol.6                                                    | 全国1ヶ所 2公演   | 12月25日 （2公演）                                                                    | 東京:キリスト品川教会グローリア・チャペル | 詳細（公式サイト）                                                                  |
| 2018-2019 | ライブ映像上映 ＆トークショー | LOVE IS BORN THEATER TOUR ～映画館でえーがな!～ vol.2              | 全国6劇場         | 12月29日 1月13日 1月19日 1月20日 1月26日 1月27日                                      | 東京:ユナイテッド・シネマ豊洲 札幌:ユナイテッド・シネマ札幌 大阪:なんばパークスシネマ 福岡:ユナイテッド・シネマキャナルシティ13 仙台:MOVIX仙台 名古屋:ミッドランドスクエアシネマ                                                            | 詳細（公式サイト）                                                                  |
| 2019      | ツアーライブ                  | 愛 am BEST, too tour 2019 ～イエス!ここが家ッス!～                 | 全国8ヶ所 11公演  | 4月14日 4月20日 5月2日 5月6日 5月10日 5月12日 5月13日 5月18日 5月23日 5月25日 5月26日 | 大阪:Zepp Namba 神奈川:横浜BAYSIS 東京:Zepp DiverCity(TOKYO) 宮城:仙台darwin 東京:東京WWW X 愛知:Zepp Nagoya 愛知:名古屋Electric Lady Land 埼玉:HEAVEN'S ROCK さいたま新都心 大阪:大阪 バナナホール 福岡:福岡 BEAT STATION 兵庫:神戸 VARIT. | 詳細（公式サイト）                                                                  |
| 2019      | ピアノ弾き語り                | AIO PIANO at ASIA vol.2                                            | 5都市 6公演       | 7月17日 7月19日 7月25日 7月27日 7月28日 8月17日                                       | 広州:中山紀念堂 成都:特侖蘇音楽庁 北京:世紀劇院 上海:BANDAI NAMCO SHANGHAI BASE DREAM HALL 台北:ATT SHOW BOX 大直 | 詳細（公式サイト）                                                                  |
| 2019      | バースデー ライブ             | 【LOVE IS BORN】 ～16th Anniversary 2019～                         | 全国1ヶ所 1公演   | 9月8日                                                                                | 日比谷野外大音楽堂 ～東京公演～ | 詳細（公式サイト）                                                                  |
| 2020      | ピアノ弾き語り                | AIO PIANO vol.7                                                    | 全国3ヶ所 3公演   | 2月8日 2月9日 2月15日                                                                 | 大阪:ザ・フェニックスホール 愛知:今池ガスホール 東京:イイノホール | 詳細（公式サイト）                                                                  |
| 2020      | バースデー ライブ             | 【LOVE IS BORN】 ～17th Anniversary 2020～                         | ONLINE配信        | 9月5日                                                                                | | 詳細（公式サイト）                                                                  |
| 2021      | ピアノ弾き語り                | AIO PIANO vol.8                                                    | 全国3ヶ所 6公演   | 2月14日 （2公演） 2月20日 （2公演） 2月27日 （2公演）                                 | 神奈川:Billboard Live YOKOHAMA 大阪:Billboard Live OSAKA 東京:Billboard Live TOKYO | 詳細（公式サイト）                                                                  |
| 2022      | ツアーライブ                  | LOVE POP TOUR 2022 ～もろこし振ったらもろ腰にきた!～               | 全国3ヶ所 3公演   | 3月20日 （1公演） 3月27日 （1公演） 4月5日 （1公演）                                  | 愛知:Zepp Nagoya 大阪:Zepp Namba 東京:Zepp DiverCity | 詳細（公式サイト）                                                                  |
| 2022      | バースデー ライブ             | 【LOVE IS BORN】 ～19th Anniversary 2022～                         | 全国1ヶ所 1公演   | 9月11日                                                                               | 日比谷野外大音楽堂 ～東京公演～ | 詳細（公式サイト）                                                                  |

## タイアップ曲一覧
| 曲名                           | タイアップ                                                                                | 初出                                     |
| ------------------------------ | ----------------------------------------------------------------------------------------- | ---------------------------------------- |
| 桃ノ花ビラ                     | 日本テレビ系ドラマ『すいか』主題歌                                                        | シングル「桃ノ花ビラ」                   |
| さくらんぼ                     | TBS系『UNDER COUNT DOWN TV』オープニングテーマ                                            | シングル「さくらんぼ」                   |
| さくらんぼ                     | フジテレビ系『めちゃ×2イケてるッ!』エンディングテーマ                                     | シングル「さくらんぼ」                   |
| 甘えんぼ                       | 佐藤製薬「ストナリニS」2004年度CMソング                                                   | シングル「甘えんぼ」                     |
| pretty voice                   | フジテレビ系ドラマ『勝負下着?』主題歌                                                     | アルバム『LOVE PUNCH』                   |
| Happy Days                     | 森永製菓「ICE BOX」CMソング（本人出演）                                                   | シングル「Happy Days」                   |
| Happy Days                     | 日本テレビ系「第24回全国高等学校クイズ選手権」テーマソング                                | シングル「Happy Days」                   |
| 大好きだよ。                   | NHKよるドラ「トキオ 父への伝言」・「結婚のカタチ」・「アイ'ム ホーム 遥かなる家路」主題歌 | シングル「大好きだよ。」                 |
| スーパーマン                   | TBS系「ニューイヤー駅伝2005」イメージソング                                               | アルバム『LOVE JAM』                     |
| Strawberry Jam                 | 明光義塾2005年度CMソング                                                                  | アルバム『LOVE JAM』                     |
| ふたつ星記念日                 | フジテレビ系『めざましどようび』テーマソング                                              | アルバム『LOVE JAM』                     |
| 黒毛和牛上塩タン焼680円        | 読売テレビ・日本テレビ系アニメ『ブラック・ジャック』エンディングテーマ                    | シングル「黒毛和牛上塩タン焼680円」      |
| SMILY                          | ライオン「Ban パウダースプレー」CMソング（本人出演）                                      | シングル「SMILY／ビー玉」                |
| ビー玉                         | ライオン「植物物語 ハーブブレンド」CMソング（本人出演）                                   | シングル「SMILY／ビー玉」                |
| ネコに風船                     | 東芝「au CDMA 1X WIN W31T」CMソング（本人出演）                                           | シングル「ネコに風船」                   |
| ネコに風船                     | 東芝「au CDMA 1X WIN W32T」CMソング（本人出演）                                           | シングル「ネコに風船」                   |
| ネコに風船                     | トルネード・フィルム配給映画『立つどうぶつ物語』イメージソング                            | シングル「ネコに風船」                   |
| 夏空                           | エムティーアイ「music.jp」CMソング                                                        | シングル「ネコに風船」                   |
| プラネタリウム                 | TBS系ドラマ『花より男子』イメージソング                                                   | シングル「プラネタリウム」               |
| プラネタリウム                 | エムティーアイ「music.jp」CMソング                                                        | シングル「プラネタリウム」               |
| drop.                          | ライオン「植物物語 ハーブブレンド」CMソング（本人出演）                                   | シングル「プラネタリウム」               |
| U-ボート                       | TBS系「ニューイヤー駅伝2006」イメージソング                                               | アルバム『LOVE COOK』                    |
| U-ボート                       | 明光義塾2006年度CMソング                                                                  | アルバム『LOVE COOK』                    |
| Cherish                        | エムティーアイ「music.jp」CMソング                                                        | アルバム『LOVE COOK』                    |
| フレンジャー                   | 東芝「au CDMA 1X WIN MUSIC-HDD W41T」CMソング（本人出演）                                 | シングル「フレンジャー」                 |
| フレンジャー                   | 日本テレビ系『スポーツうるぐす』2006年4 - 6月度テーマソング                               | シングル「フレンジャー」                 |
| 甘い気持ちまるかじり           | エムティーアイ「music.jp」CMソング                                                        | シングル「フレンジャー」                 |
| ユメクイ                       | 松竹配給映画『東京フレンズ The Movie』主題歌（本人出演）                                  | シングル「ユメクイ」                     |
| ユメクイ                       | 東芝「au CDMA 1X WIN W44T」CMソング（本人出演）                                           | シングル「ユメクイ」                     |
| tears                          | 松竹配給映画『東京フレンズ The Movie』挿入歌（本人出演）                                  | シングル「ユメクイ」                     |
| 恋愛写真                       | 東映配給映画『ただ、君を愛してる』主題歌                                                  | シングル「恋愛写真」                     |
| 恋愛写真                       | 東芝「W45T」CMソング（本人出演）                                                          | シングル「恋愛写真」                     |
| 恋愛写真                       | 東芝「W47T」CMソング（本人出演）                                                          | シングル「恋愛写真」                     |
| 恋愛写真                       | エムティーアイ「music.jp」CMソング                                                        | シングル「恋愛写真」                     |
| ハニカミジェーン               | 不二家「LOOKチョコレート」CMソング（本人出演）                                            | シングル「恋愛写真」                     |
| CHU-LIP                        | TBS系ドラマ『きらきら研修医』主題歌                                                       | シングル「CHU-LIP」                      |
| PEACH                          | フジテレビ系ドラマ『花ざかりの君たちへ〜イケメン♂パラダイス〜』主題歌                     | シングル「PEACH／HEART」                 |
| HEART                          | トステム住宅研究所「アイフルホーム」CMソング                                              | シングル「PEACH／HEART」                 |
| 未来タクシー                   | ロッテ「ガーナミルクチョコレート」CMソング                                                | アルバム『LOVE PiECE』                   |
| Mackerel's canned food         | 日本テレビ系『ぐるぐるナインティナイン』エンディングテーマ                                | アルバム『LOVE PiECE』                   |
| Mackerel's canned food         | 松竹配給映画『東京フレンズ The Movie』挿入歌（本人出演）                                  | アルバム『LOVE PiECE』                   |
| クムリウタ                     | エムティーアイ「music.jp」CMソング                                                        | アルバム『LOVE PiECE』                   |
| ポケット                       | 毎日コミュニケーションズ「マイナビ2010」CMソング（本人出演）                              | シングル「ポケット」                     |
| ポケット                       | エムティーアイ「music.jp」CMソング                                                        | シングル「ポケット」                     |
| チケット                       | 日本生命保険「みらいサポート」CMソング（本人出演）                                        | シングル「ポケット」                     |
| ロケットスニーカー             | 関西テレビ『さんまのまんま』エンディングテーマ                                            | シングル「ロケットスニーカー／One×Time」 |
| ロケットスニーカー             | エムティーアイ「music.jp」CMソング                                                        | シングル「ロケットスニーカー／One×Time」 |
| One×Time                       | ユニリーバ「ポンズ ポアホワイト」CMソング（本人出演）                                     | シングル「ロケットスニーカー／One×Time」 |
| クラゲ、流れ星                 | TBS系『恋するハニカミ!』2008年9月度エンディングテーマ                                     | シングル「クラゲ、流れ星」               |
| クラゲ、流れ星                 | エムティーアイ「music.jp」CMソング                                                        | シングル「クラゲ、流れ星」               |
| クラゲ、流れ星                 | 毎日コミュニケーションズ「マイナビ2010」CMソング（本人出演）                              | シングル「クラゲ、流れ星」               |
| 雨の粒、ワルツ 〜LOVE MUSiC〜  | トステム住宅研究所「アイフルホーム」CMソング                                              | シングル「クラゲ、流れ星」               |
| 愛                             | 日本生命保険「YOU MAY DREAM」CMソング（本人出演）                                         | アルバム『LOVE LETTER』                  |
| LOVE LETTER                    | NHK「私の1冊 日本の100冊」テーマソング                                                    | アルバム『LOVE LETTER』                  |
| バイバイ                       | アサヒビール「すらっと」2009年度CMソング（本人出演）                                      | シングル「バイバイ」                     |
| Is                             | イオントップバリュ「HEATFACT」CMソング                                                    | アルバム『LOVE is BEST』                 |
| aisu×time                      | エムティーアイ「ルナルナ 女性の医学」CMソング（本人出演）                                 | アルバム『LOVE is BEST』                 |
| LUCKY☆STAR                     | フジテレビ系「バンクーバーオリンピック」テーマソング                                      | シングル「ゾッ婚ディション／LUCKY☆STAR」 |
| ゾッ婚ディション               | アサヒビール「すらっと」2010年度CMソング（本人出演）                                      | シングル「ゾッ婚ディション／LUCKY☆STAR」 |
| I ♥ ×××                        | 第77回NHK全国学校音楽コンクール中学校の部課題曲                                           | シングル「I ♥ ×××」                      |
| I ♥ ×××                        | NHK『みんなのうた』2010年8・9月度                                                         | シングル「I ♥ ×××」                      |
| アクション10.5                 | パナソニックモバイルコミュニケーションズ「docomo STYLE series P-06B」CMソング             | アルバム『LOVE FANTASTIC』               |
| Re:NAME                        | 日本テレビ系「PON!」2013年9月度エンディングテーマ                                         | シングル「Re:NAME」                      |
| Re:NAME                        | 日本テレビ系「ミュージックドラゴン」2013年9月度オープニングテーマ                         | シングル「Re:NAME」                      |
| モアモア                       | 読売テレビ・日本テレビ系「ダウンタウンDX」2014年6 - 7月度エンディングテーマ               | シングル「モアモア」                     |
| reach for the moon             | アイフルホーム「過去とこれから篇」CMソング                                                | アルバム『LOVE TRiCKY』                  |
| 私                             | フジテレビ系ドラマ『嫌われる勇気』主題歌                                                  | シングル「私」                           |
| サクラハラハラ                 | 体験型デジタルアート展「FLOWERS by NAKED 2017 -立春-」テーマソング>                       | シングル「私」                           |
| Chime                          | テレビ東京系アニメ『フルーツバスケット』第2クールオープニングテーマ                       | シングル「Chime」                        |
| Mr.lover                       | dTV『キス×kiss×キス〜デキアイシンデレラ〜』主題歌                                         | アルバム『LOVE POP』                     |
| SMILY2                         | ハーゲンダッツWebCM『ねりモーション篇』（本人出演）                                       | 配信                                     |
| vanity（大沢伸一より）         | BSテレ東真夜中ドラマ『湯遊ワンダーランド』オープニングテーマ                              | 配信                                     |
| マイナーなキス（川谷絵音より） | テレビ東京ドラマプレミア23『けむたい姉とずるい妹』オープニングテーマ                      |                                          |